# Leonardo Astorga
Leonardo Ernesto Astorga Marcano (Ciudad Bolívar, Bolívar, Venezuela, 25 de marzo de 1986) fue un beisbolista profesional venezolano que jugó en la posición de lanzador. Su equipo fue los Cincinatti Reds perteneciente a las Grandes Ligas De Béisbol 

## Vida personal
Leonardo Astorga, a pesar de ser nacido en Ciudad Bolívar, fue criado por sus padres en Santa Elena de Uairén, un pueblo ubicado al sur de Venezuela en el estado Bolívar. En este pueblo Leonardo Astorga inició su formación como beisbolista antes de dar el salto a nivel profesional.